# Vladimir Livșiț
Vladimir Livșiț /vladimir livʃit͡s/ (ur. 24 marca 1984 w Benderach) – mołdawski piłkarz występujący na pozycji bramkarza w drużynie Zarea Bielce.

## Statystyki kariery klubowej
Stan na 25 czerwca 2018.
| Klub                 | Sezon     | Liga              | Liga  | Liga   | Puchar krajowy | Puchar krajowy | Puchar ligi | Puchar ligi | Puchary europejskie | Puchary europejskie | Suma  | Suma   |
| Klub                 | Sezon     | Liga              | Mecze | Bramki | Mecze          | Bramki         | Mecze       | Bramki      | Mecze               | Bramki              | Mecze | Bramki |
| -------------------- | --------- | ----------------- | ----- | ------ | -------------- | -------------- | ----------- | ----------- | ------------------- | ------------------- | ----- | ------ |
| FC Costuleni         | 2010/2011 | Divizia Națională | 15    | 0      | 0              | 0              | –           | –           | –                   | –                   | 15    | 0      |
| FC Costuleni         | 2011/2012 | Divizia Națională | 12    | 0      | 0              | 0              | –           | –           | –                   | –                   | 12    | 0      |
| CSCA-Rapid Kiszyniów | 2011/2012 | Divizia Națională | 11    | 0      | 0              | 0              | –           | –           | –                   | –                   | 11    | 0      |
| CSCA-Rapid Kiszyniów | 2012/2013 | Divizia Națională | 19    | 0      | 0              | 0              | –           | –           | –                   | –                   | 19    | 0      |
| FC Tiraspol          | 2013/2014 | Divizia Națională | 8     | 0      | 0              | 0              | –           | –           | 2                   | 0                   | 10    | 0      |
| FC Tiraspol          | 2014/2015 | Divizia Națională | 2     | 0      | 0              | 0              | –           | –           | 0                   | 0                   | 2     | 0      |
| Zarea Bielce         | 2015/2016 | Divizia Națională | 19    | 0      | 2              | 0              | –           | –           | –                   | –                   | 21    | 0      |
| Zarea Bielce         | 2016/2017 | Divizia Națională | 9     | 0      | 1              | 0              | –           | –           | 0                   | 0                   | 10    | 0      |
| Zarea Bielce         | 2017      | Divizia Națională | 2     | 0      | 2              | 0              | –           | –           | 0                   | 0                   | 4     | 0      |
| Zarea Bielce         | 2018      | Divizia Națională | 12    | 0      | 1              | 0              | –           | –           | 0                   | 0                   | 13    | 0      |
| Łącznie              | Łącznie   | Łącznie           | 108   | 0      | 6              | 0              | –           | –           | 2                   | 0                   | 116   | 0      |